# Flygbil

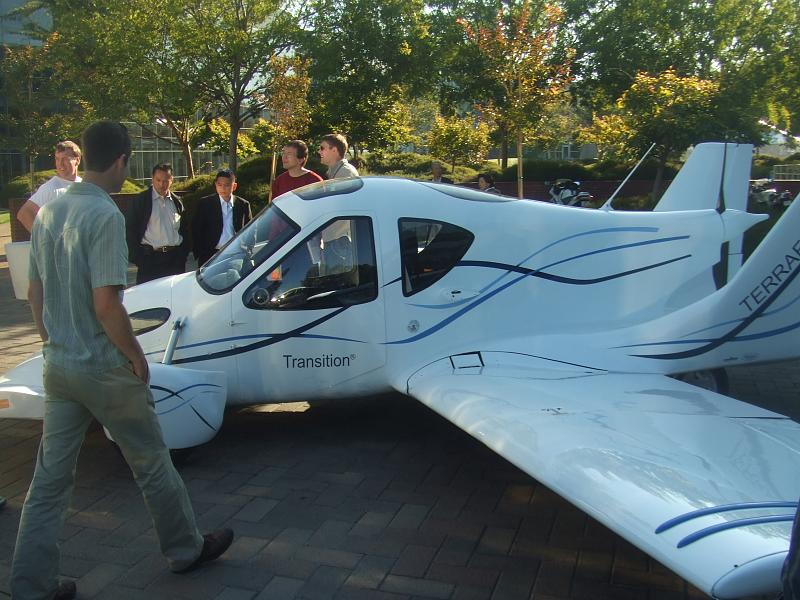
Terrafuga Transition

Flygbilar är bilar som går att konvertera till flygplan och kan användas både på vägar och i luften. För att kunna nyttjas på detta sätt krävs, jämfört med andra flygplan, en kompakt storlek, möjlighet att backa, mycket kort start- och landningssträcka för att inte vara bunden till flygplatser, samt ett enkelt handhavande.
Flygbilar var ett tidigt tema inom science fiction, men den kommersiella utvecklingen har dröjt.